# Hold On, I’m Comin’
Hold On, I’m Comin’ ist ein Soul-Song der von Isaac Hayes und David Porter geschrieben wurde. Er erschien im März 1966 auf Sam & Daves Album Hold On, I’m Comin’. Die Originalveröffentlichung ist unter Stax (S-189) gelistet. Die Version erreichte Platz 21 der Billboard Hot 100 und belegte Rang 1 der Billboard Hot-Black-Singles-Chart im Jahr 1966.

## Coverversionen
Sam & Dave veröffentlichten 1966 ein gleichnamiges Album mit diesem Song an erster Stelle. Im Jahr 1980 erlangte das Stück mit dem Film Blues Brothers erneut Bekanntheit, auch wenn es auf den zugehörigen Soundtrack-Alben nicht mit aufgenommen wurde.
Eric Clapton und B.B. King veröffentlichten ihre Version im Jahr 2000 als B-Seite zu ihrer Single Help the Poor. Ebenso erscheint der Titel auf dem Kollaborationsalbum Riding with the King von 2000 sowie Forever Man von 2015. Auf der Aufnahme wirkten neben Clapton und King als Gitarristen und Sänger auch Nathan East am Bass, Steve Gadd als Schlagzeuger sowie Joe Sample und Tim Carmon als Keyboarder. Andy Fairweather Low und Doyle Bramhall II spielten Rhythmus-Gitarre. Als Background-Sänger wirkten Susannah Melvoin und Wendy Melvoin. Weitere Coverversionen stammen unter anderem von Brian May, Bill Cosby, George Benson, Aretha Franklin, Michael Bolton und Tina Turner.